# Легка атлетика на літніх Олімпійських іграх 2024 — біг на 10000 метрів (чоловіки)
Змагання з бігу на 10000 метрів серед чоловіків на літніх Олімпійських іграх 2024 у Парижі проходили 2 серпня на «Стад де Франс».
За регламентом змагань попередніх забігів у бігу на 10000 метрів не передбачалось.

## Кваліфікація
Світова легка атлетика встановила квоту в 27 атлетів, які могли взяти участь у олімпійських змаганнях з бігу на 10000 метрів. Від кожної країни могло бути заявлено не більше трьох атлетів у дисципліні. Квота була сформована за рахунок атлетів, які показали на визначених змаганнях (як на біговій доріжці, так і на шосейній трасі) кваліфікаційний норматив (27.00,00) упродовж періоду з 31 грудня 2022 до 30 червня 2024. До них додавались атлети, які не показали кваліфікаційного нормативу чи не проходили за рейтингом на 10-кілометровій дистанції, проте входили до першої вісімки кросового рейтингу Світової легкої атлетики. Решта атлетів добиралася для заповнення встановленої квоти за рейтингом Світової легкої атлетики з бігу на 10000 метрів.

## Напередодні старту
Основні рекордні результати на початок змагань:
| WR | Джошуа Чептегеї Уганда  | 26.11,00 | Валенсія | 7 жовтня 2020  |
| OR | Кененіса Бекеле Ефіопія | 27.01,17 | Пекін    | 17 серпня 2008 |
| WL | Йоміф Кеджельча Ефіопія | 26.31,01 | Нерха    | 14 червня 2024 |

## Результати
| Місце | Атлет                      | Час      | Примітки |
| ----- | -------------------------- | -------- | -------- |
| 1     | Джошуа Чептегеї (UGA)      | 26.43,14 | OR SB    |
| 2     | Беріху Арегаві (ETH)       | 26.43,44 |          |
| 3     | Грант Фішер (USA)          | 26.43,46 | SB       |
| 4     | Мохаммед Ахмед (CAN)       | 26.43,79 | SB       |
| 5     | Бенард Кібет (KEN)         | 26.43,98 | PB       |
| 6     | Йоміф Кеджельча (ETH)      | 26.44,02 |          |
| 7     | Селемон Барега (ETH)       | 26.44,48 |          |
| 8     | Джейкоб Кіплімо (UGA)      | 26.46,39 | SB       |
| 9     | Тьєррі Ндікумвенайо (ESP)  | 26.49,49 | NR       |
| 10    | Адріан Вілдсхютт (RSA)     | 26.50,54 | NR       |
| 11    | Денієл Матейко (KEN)       | 26.50,83 |          |
| 12    | Ніко Янг (USA)             | 26.58,11 |          |
| 13    | Джиммі Грессьє (FRA)       | 26.58,67 | NR       |
| 14    | Ніколас Кіпкорір (KEN)     | 27.23,97 |          |
| 15    | Мерхаві Мебрахту (ERI)     | 27.24,25 |          |
| 16    | Вільям Кінкейд (USA)       | 27.29,40 |          |
| 17    | Бірхану Балеу (BRN)        | 27.30,94 | SB       |
| 18    | Джамал Ейса Мохаммед (EOR) | 27.35,92 | PB       |
| 19    | Айзек Кімелі (BEL)         | 27.51,52 |          |
| 20    | Касаї Дзюн (JPN)           | 27.53,18 |          |
| 21    | Ів Німубона (RWA)          | 27.54,12 | PB       |
| 22    | Мартін Кіпротіч (UGA)      | 28.20,72 | PB       |
| 23    | Абдессамад Ухельфен (ESP)  | 28.21,90 |          |
| 24    | Ота Томокі (JPN)           | 29.12,48 |          |
|       | Янн Шрюб (FRA)             | DNF      |          |
|       | Родріге Квізера (BDI)      | DNS      |          |
|       | Селестін Ндікумана (BDI)   | DNS      |          |

## Відео
- Відеозвіт на YouTube